# 弗農·克科爾

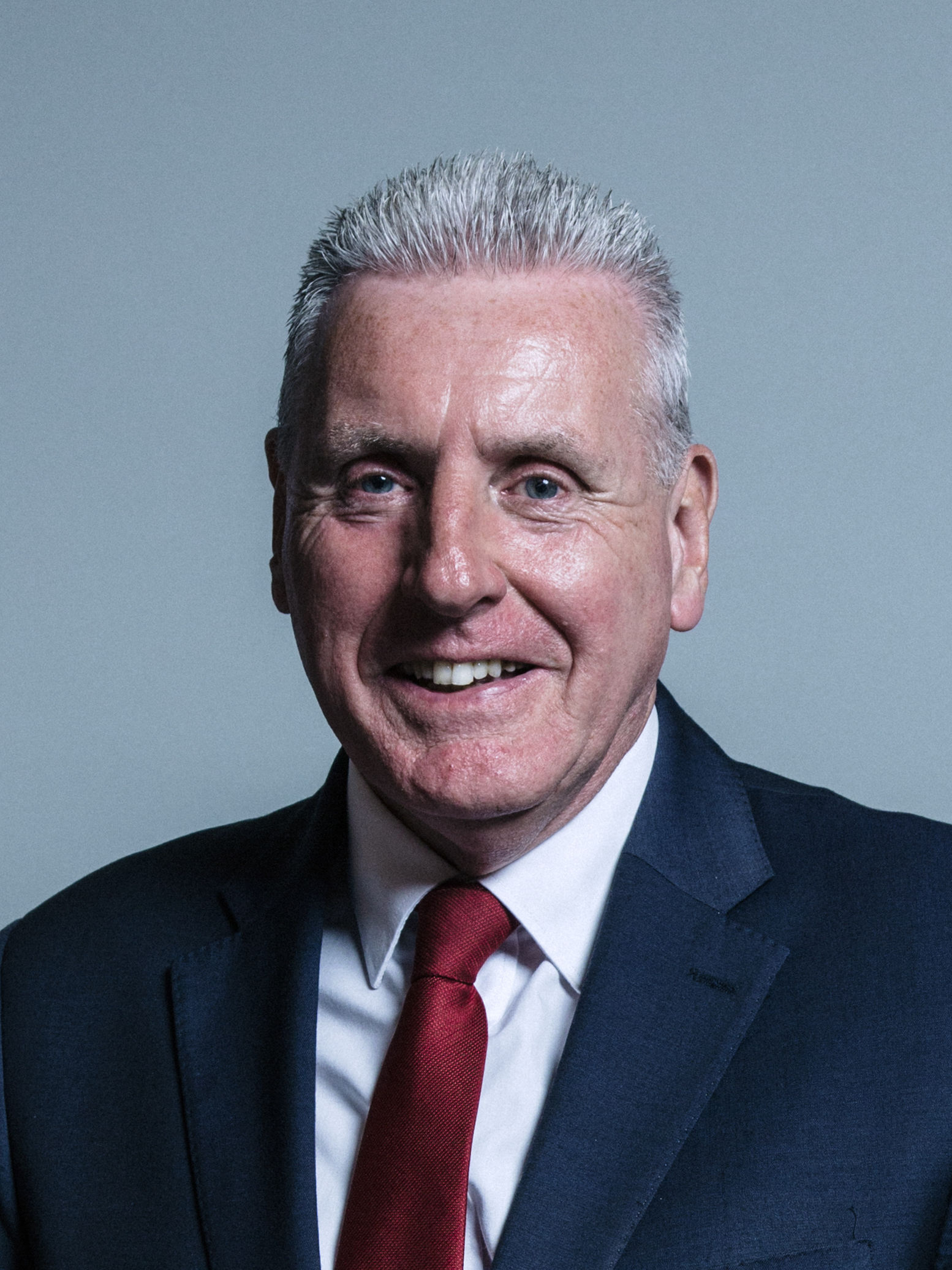

弗農·克科爾（Vernon Coaker，1953年6月17日—）是一位英格蘭政治人物，他的黨籍是工黨。自1997年開始，他擔任蓋德靈選區選出的英國下議院議員。他曾經在2009年至2010年擔任學校大臣，在2013年至2015年擔任影子內閣的國防大臣。